# 紺野朝美
紺野朝美（日语：紺野 あさ美，1987年5月7日—）是日本女藝人，早安少女組前成員，原東京電視台播音員。出生于日本北海道札幌市，血型是B型。

## 簡歷
2001年8月，在第五期早安少女組選拔賽LOVE21（LOVE AUDITION 21）中，紺野朝美以不及格的姿態被制作人淳君選入早安少女組，同期被選入的還有高橋愛、小川麻琴和新垣里沙三人。10月，在收錄音樂電視電目的途中受傷，腿部被縫上12針。
2002年5月，被選為音樂劇（Morning town）第二部的主角。9月，與同屬早安少女的新垣里沙和哈密瓜記念日的柴田あゆみ一同加入組合 蒲公英。
2003年7月，與藤本美貴一同作為支援成員加入了鄉村少女組，期間發行了三張單曲。9月加入早安家族成立的足球隊Gatas Brilhantes H.P.。
2006年4月28日宣佈將從早安少女組畢業，並將專注大學入學試和學業。7月23日，從早安少女組及早安家族畢業。在畢業演唱會中念畢業感言時，台下歌迷手持的螢光棒幾乎都是她的應援色，也是她最喜愛的粉紅色。12月15日，日本Livedoor網站新聞頁報導紺野朝美已通過日本慶應大學湘南藤澤校園的自薦式入學試，並獲得取錄。
2007年1月28日，她在橫濱體育館舉行的「Hello! Project 2007 Winter ～集結! 10th Anniversary～」演唱會中登場，給在演唱會後畢業的二位鄉村少女組成員木村麻美和斎藤美海送上祝福，這是她畢業後的半年間再一次踏上舞台。6月19日宣佈復出回歸早安家族，同時重返足球隊，更被選中加入足球隊的衍生偶像組合音樂Gatas，以該組合成員的身份繼續演藝活動。
2009年，隨音樂Gatas從早安家族畢業，移籍至同為UFA旗下，新設的M-line Club。
2010年10月宣佈紺野已獲得東京電視台的內定，將於來年入職。在12月7日和8日舉行的歌迷會活動是她偶像生涯的最後活動。
2011年3月31日，合約到期離開UFA，並從音樂Gatas畢業。4月1日，正式入職東京電視台成為旗下播音員。
2015年3月29日，個人冠名節目《紺野，現在要跳舞了》開播。同年6月24日在直播節目《東京電視台音樂祭》中，紺野在擔任節目司儀之外，同時也以「早安少女組。OG」的身份，與其他畢業成員一同演唱了四首歌曲。是她自成為播音員後首次在直播節目中進行歌舞表演，同時也是首次與早安少女組。的畢業成員在電視同台演出。
2017年1月10日於個人部落格宣佈已於同年1月1日與東京養樂多燕子投手，同為北海道出身的杉浦稔大登記結婚。3月31日宣布因家庭優先原因而從東京電視台離職，當天為最後一個工作日，但因假期等原因並未即時離開東京電視台。5月31日正式離開東京電視台，並回到出身地北海道生活。其後成為自由身播音員。
2022年5月12日，開設個人YouTube頻道。
目前和杉浦稔大育有二子二女。

## 運動
紺野朝美擅長運動，在Hello! Project SPORTS FESTIVAL 2006獲得MVP，但單杠比較差。中學時代是田徑部成員，1500M長跑最好成績一般是在大約在5分25秒左右。有空手道的經驗，取得啡帶。在中一時，參加札幌市的比賽並取得冠軍。

## 參與制作的節目

### 電視
- (Hello! Morning)

## 參與出版的書籍

### 寫真集
- (第五期成員寫真集)-2002年8月13日發賣
- 第一本個人同名寫真集(紺野朝美)-2004年8月25日發賣
- 第二本個人寫真集(夏服 ~渡過夏日的少女~)-2005年8月10日發賣
- 第三本個人寫真集(Alo hello!紺野朝美寫真集)-2006年3月31日發賣
- 第四本個人寫真集"See you again" -2006年7月10日發賣
- 紺野朝美寫真集全集"Sweet days" -2006年9月10日發賣

## 所屬組合
- 早安少女組　(2001-2006)
- 蒲公英　(2002-2006)
- 早安少女組櫻花組　(2003-2006)
- Gatas Brilhantes H.P.　(2003-2006, 2007-2011)
- 音樂Gatas (2007-2011)

## 外部連結
- 紺野朝美官方部落格 （日語）